# Elecciones municipales de Lavalle de 2019
Las elecciones en el departamento de Lavalle de 2019 tuvieron lugar el 1 de septiembre, desdoblándose de las elecciones provinciales. En dicha elección se eligieron intendente municipal y concejales. Estuvieron habilitados para votar 32,586 lavallinos, repartidos en 96 mesas electorales.
Las candidaturas oficiales se definieron en las elecciones primarias, abiertas, simultáneas y obligatorias (PASO) que tuvieron lugar el 28 de abril de 2019.
El intendente en funciones, Roberto Righi, resultó electo intendente por quinta vez.

## Resultados

### Elecciones primarias
Las elecciones primarias, abiertas, simultáneas y obligatorias (PASO) tuvieron lugar el 28 de abril de 2019. Se presentaron siete precandidatos a la intendencia por seis frentes políticos distintos.
|  | 56,96 % |

|  | 58,15 % |

|  | 32,33 % |

|  | 41,85 % |

|  | 5,95 % |

|  | 2,56 % |

|  | 1,12 % |

|  | 1,05 % |

|  | 97,41 % |

|  | 1,11 % |

|  | 1,46 % |

|  | 77,55 % |

|  | 100 % |

### Elecciones generales

#### Intendente
|  | 62,80 % |

|  | 31,08 % |

|  | 6,13 % |

|  | 98,18 % |

|  | 0,63 % |

|  | 1,19 % |

|  | 74,39 % |

|  | 100 % |

#### Concejales
|  | 62,38 % |

|  | 31,30 % |

|  | 6,33 % |

|  | 97,56 % |

|  | 1,25 % |

|  | 1,19 % |

|  | 74,39 % |

|  | 100 % |